# Monasterio de San Felíu de Guixols
El monasterio de Sant Feliu de Guíxols, está situado en la población de Sant Feliu de Guíxols, perteneciente a la comarca catalana del Bajo Ampurdán. Se baraja como futura sede de la Colección Carmen Thyssen-Bornemisza, en su sección de pintura catalana.

## Historia
La primera documentación de este monasterio de la orden benedictina, aparece en el año 968 por la concesión que el rey Lotario hace al abad Sunyer, para poder regir al mismo tiempo los monasterios de Sant Pol de Mar y de Sant Feliu de Guíxols. Sin embargo, en el año 1016, los condes Ramón Borrell y su esposa Ermesenda confirman unas posesiones que se habían donado con anterioridad a los condes Suñer I y Riquilda, siendo que el conde Suñer I había muerto en el año 947, por lo que se supone que el monasterio ya debería existir en esta fecha.
Pasó a depender de la Abadía de Lagrasse, junto con el de San Pedro de Galligans, cuando Ramón Berenguer III, los cedió a su hermano Berenguer de Narbona en el año 1117, representando esto graves enfrentamientos hasta lograr de nuevo su independencia.

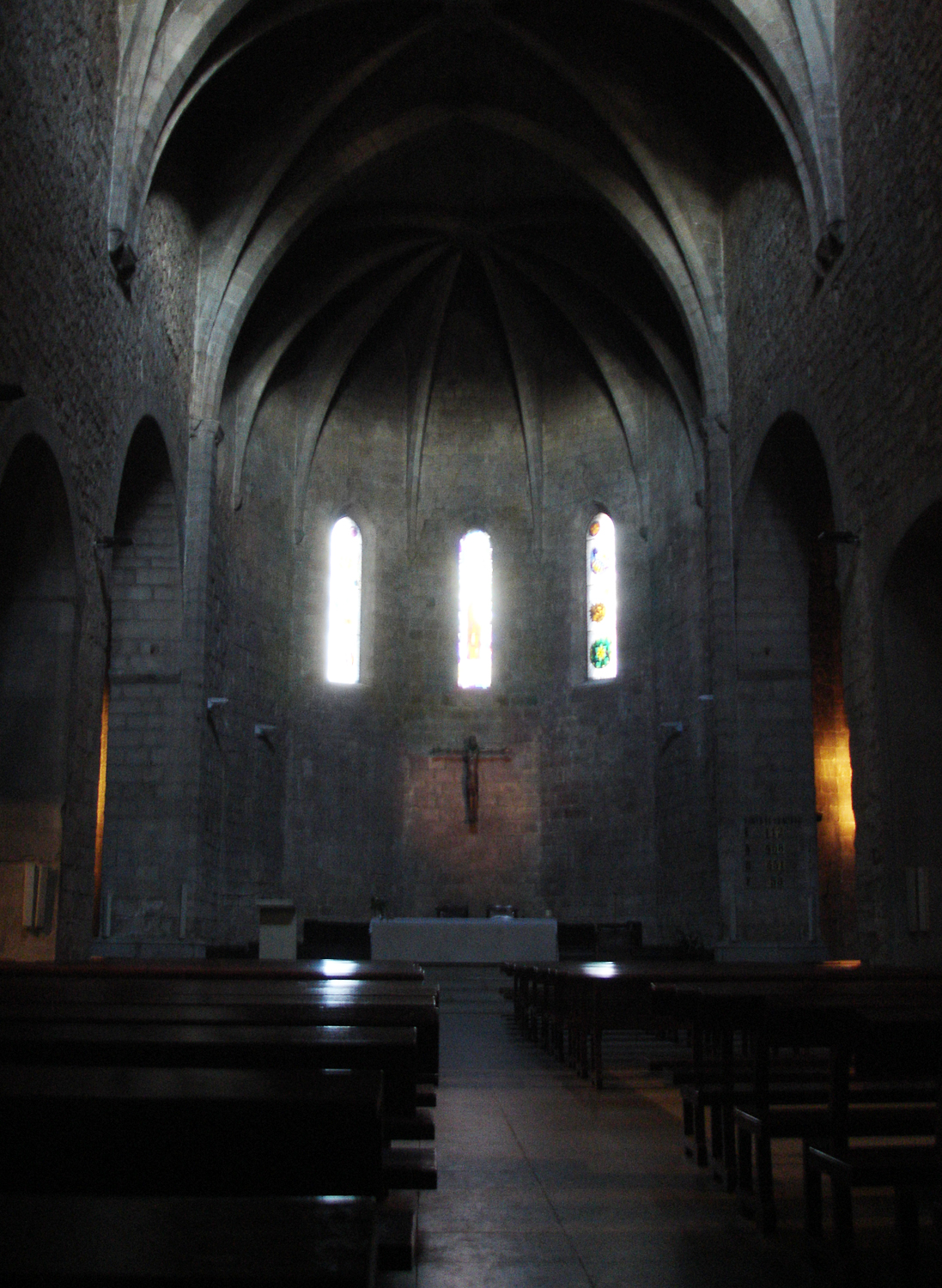
Interior del ábside central de la iglesia gótica

Se concedieron por parte de los abades grandes privilegios para favorecer la llegada de nuevos habitantes entre los años 1181 y 1203. También se solicitó al rey Pedro I, el poder construir una fortificación. El monasterio contribuyó con la aportación de 179 hombres para la conquista de la isla de Mallorca.
Sus posesiones se fueron extendiendo y para evitar los cargos de provisión se unió al monasterio benedictino de Valladolid, hasta el año 1835 que por la desamortización del gobierno de Mendizábal pasó a ser la parroquia de la población.
Tras diversos contactos entre las instituciones locales, el Ministerio de Cultura de España y la baronesa Carmen Cervera, en enero de 2008 se anunció que una parte del monasterio se destinará a albergar una de las varias sedes de la Colección Carmen Thyssen-Bornemisza, y más en concreto los fondos de arte catalán de los siglos XIX y XX. Se habla de unas 350 obras, y es previsible que parte de ellas proceda de la selección cedida en préstamo al MNAC de Barcelona. Sin embargo, en 2012 este proyecto se hallaba casi congelado por falta de financiación, si bien la baronesa prestaba unas 60 pinturas para una muestra temporal.

## El edificio

Planta del monasterio:
1) "Porta Ferrada".
2) Fachada románica.
3) "Torre de Fum".
4) Bóveda románica.
5) Coro.
6) Bóveda gótica.
7) Capilla del baptisterio.
8) Capilla del Santísimo.
9) Ábside central.
10) Capilla de la "Mare de Déu del Àngels".
11) Capilla del órgano.
12) Sagristía.
13) Monasterio.
14) "Arc de San Benet".

El conjunto monástico ha sufrido numerosas transformaciones a lo largo de su historia.
La iglesia de estilo gótico es de una sola nave con crucero y tres ábsides poligonales, con cubierta de bóveda de crucería; una parte de la nave es románica con bóveda de cañón.
La fachada principal es de origen románico bastante restaurada, está flanqueada por dos torres de bases romanas, la torre del Corn de planta rectangular y la torre del Fum de planta semicircular, su parte alta es de construcción de los siglos XIV-XV.

### Porta Ferrada

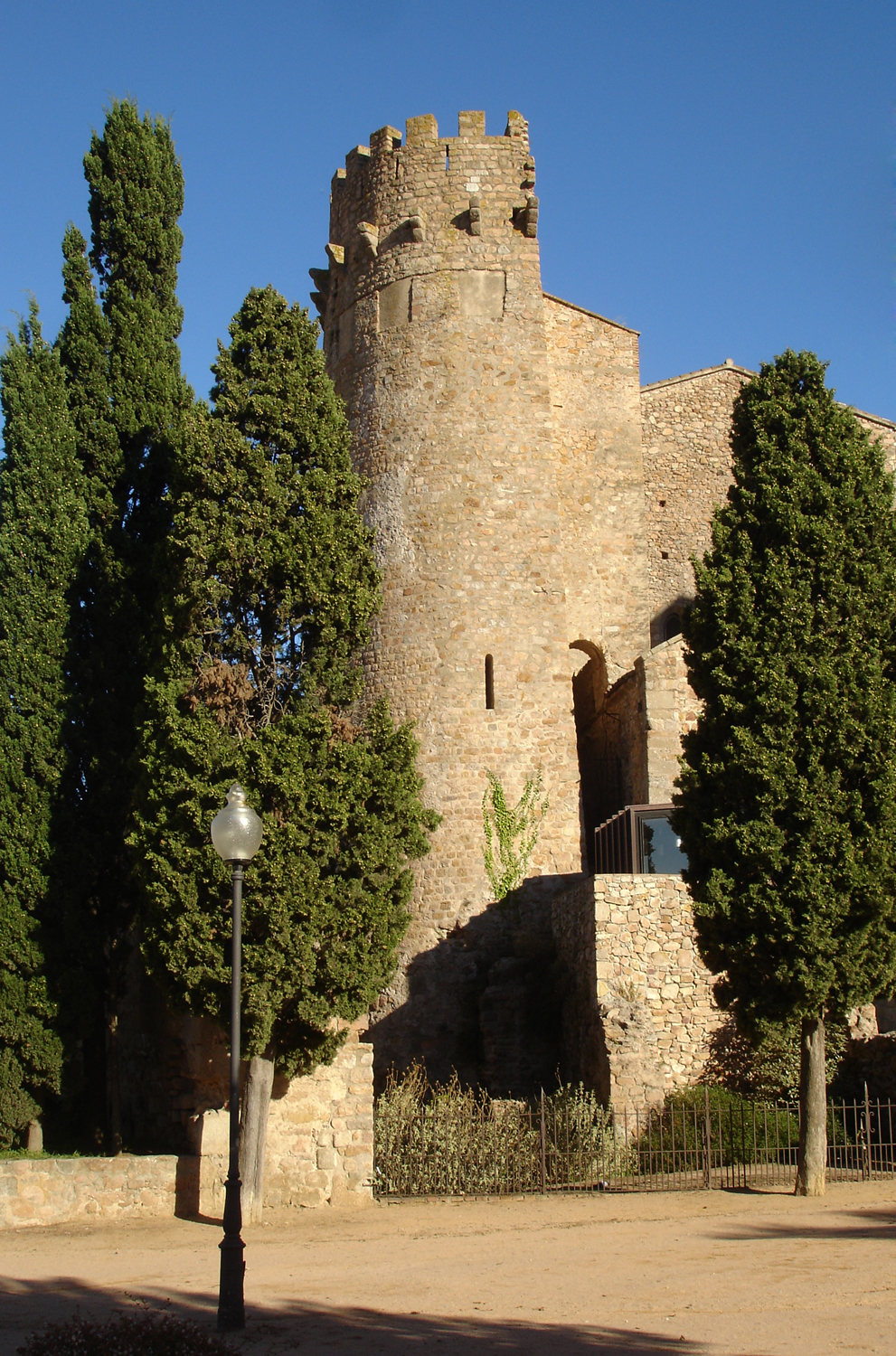
Torre de Fum

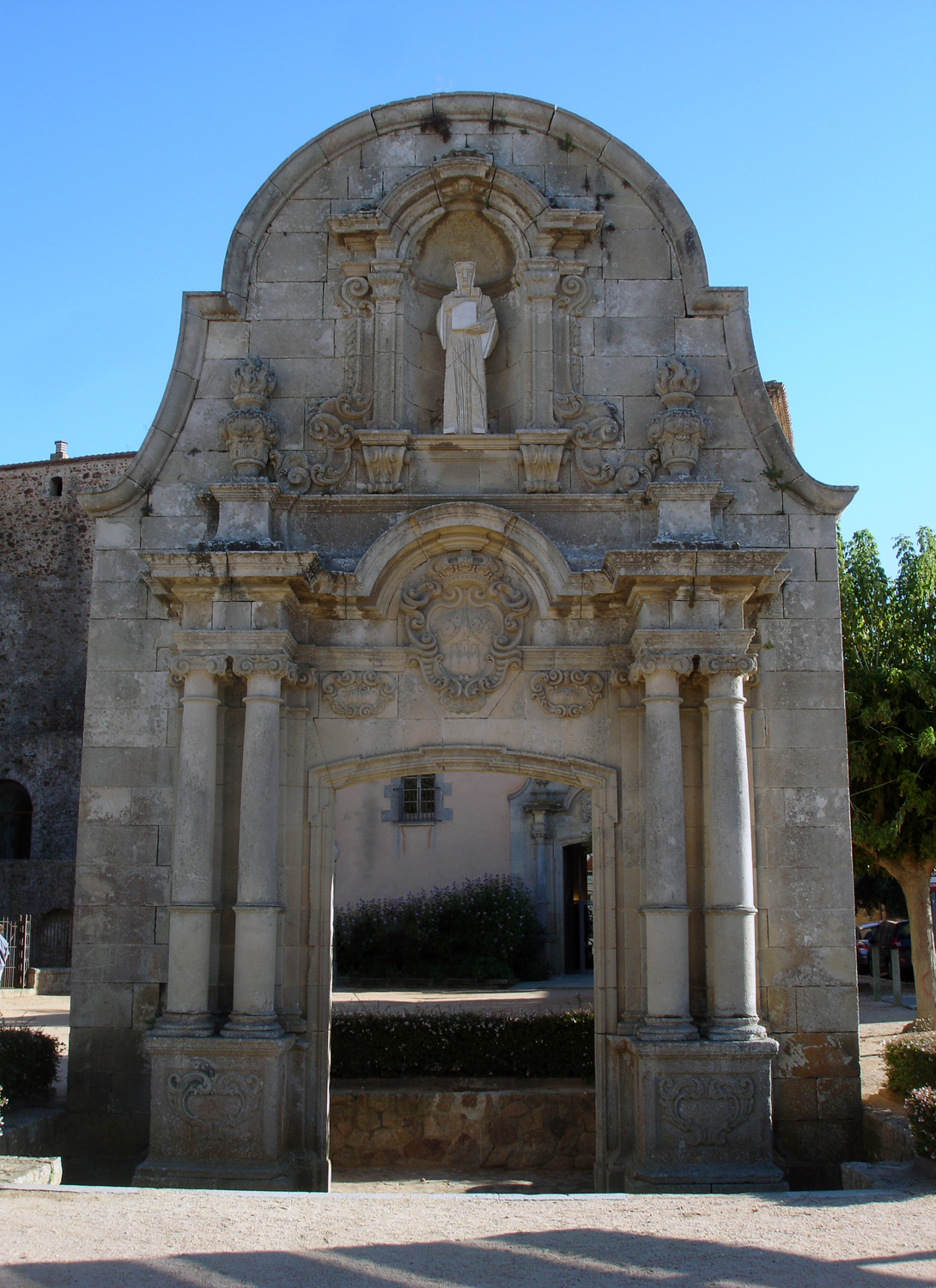
Arc de San Benet

Precedida a esta fachada, separada unos tres metros, se encuentra la Porta Ferrada, construcción prerrománica, puesta al descubierto en una restauración del año 1931, ya que había quedado tapada por otras edificaciones. Es la fachada de un edificio (único resto) que se cree fue el palacio de un abad o de un gobernador civil carolingio. Se trata de un monumento enigmático que actualmente sirve como atrio de la iglesia románica. Data de una época anterior a Wifredo el Velloso, cuando la Marca Hispánica era todavía provincia de los francos. La fachada tiene una galería baja con un arco central y dos laterales más estrechos. Son arcos de herradura muy sobrepasados, siguiendo la moda mozárabe e islámica. En los extremos hay otros dos arcos más pequeños todavía. Las basas de las columnas (igual que en el primer piso) tienen perfiles cordobeses y califales. En el primer piso se ven tres arcos de herradura triple (cuyos capiteles son lombardos) y dos aberturas de medio punto en los extremos. Corona este piso una serie continua de arcos ciegos de influencia lombarda que se apoyan en ménsulas parecidas a las que sustentan las pilastras superiores de la parte construida por Alhakén II en la Mezquita de Córdoba. 
La fortificación del siglo XIV aún conserva dos torres (la torre del Fum y la torre del Corn: desde una se intuye que se hacían las señales de humo cuando el pueblo era atacado, mientras que desde la otra, se hacían señales acústicas con un corneto). De las dependencias monacales hay un edificio del siglo XVIII y el arco de Sant Benet de estilo barroco, que fue en algún tiempo la entrada al conjunto monástico.